# Мощёное (Кировоградская область)
Мощёное (укр. Мощене) — село в Гайворонской городской общине Голованевского района Кировоградской области Украины.
До 2020 года входило в Гайворонский район
Население по данным 2025 года составляет 450 человек. Почтовый индекс — 26314. Телефонный код — 5254. Код КОАТУУ — 3521184001.